# Нефёдова, Анастасия Владимировна
Анастаси́я Влади́мировна Нефёдова (род. Москва) — российский художник театра и кино, креативный продюсер. Дважды лауреат премии «Золотая маска». Член Союза художников России.

## Биография
Окончила постановочный факультет Школы-студии МХАТ, мастерская А. Д. Понсова. Во время обучения работала как художник над дипломными спектаклями в Школе-студии и Театральном училище им. М. С. Щепкина, принимала участие в качестве художника по костюмам в постановке оперы «Дон Паскуале» Г. Доницетти в Пермском театре оперы и балета им. П. И. Чайковского. Проходила стажировку в театре «Staatstheater», Германия. По возвращении в Москву продолжила работать в театре и кино как автор декораций и костюмов. Преподаёт в Мастерской индивидуальной режиссуры Бориса Юхананова, ведёт мастер-классы и театральные лаборатории для интересующихся современным театральным костюмом в разных городах.
- С 2013 года — главный художник[2] Электротеатра Станиславский. Как художник-постановщик и художник по костюмам оформила 40 спектаклей в России и за рубежом и 20 проектов в кино и на телевидении.
- С 2017 года — руководитель направления «Ивент-дизайн. Театр и перформанс»[3] в Школе дизайна НИУ ВШЭ.
- 2018 год — осуществила проект «Театральный парад»[4] для Платоновского фестиваля в Воронеже в качестве художественного руководителя арт-группировки КТОМЫ из 53-х художников и режиссёров, которых Анастасия собрала для масштабного театрализованного шествия «Пушкинские игры».
  - В том же году под её художественным руководством КТОМЫ развернули интерактивное перформативное ковёр-пати в открытом дворе Электротеатра как опыт работы с текстами «1000 и одной ночи».
- С 2020 года — главный эксперт компетенции «Художник по костюмам»[5] национального открытого чемпионата творческих компетенций «ArtMasters»[6], который направлен на поиск, поддержку и продвижение специалистов backstage и цифрового искусства.
- С 2021 года — художественный руководитель фестиваля домашнего театра «Тарусские истории»[7].
  - «Тарусские истории» — это большая коллаборация студентов и кураторов Школы дизайна, Электротеатра Станиславский, Дома литераторов в Тарусе и профессионалов из области театра и культурологии.

## Творчество

### Работы в Электротеатре Станиславский
- 2022 — «Чеховщина», режиссер Серафима Низовская — художник по костюмам.
- 2019 — «Служанки бульвара Сансет»[8], режиссёр Владимир Коренев — художник-постановщик и художник по костюмам.
- 2019 — «Гамлет. Драматический конструктор» — художник-постановщик.
- 2019 — «Пиноккио. Театр»[9], режиссёр Борис Юхананов — художник по костюмам.
- 2019 — «Пиноккио. Лес»[9], режиссёр Борис Юхананов — художник по костюмам.
- 2018 — «Орфические игры. Панк-макраме»[10] — новопроцессуальный проект, созданный более 100 артистами и творцами в едином потоке из 12 спектаклей в 33 актах на 6 дней и вечеров[11][12] — художник по костюмам.
- 2018 — «Маниозис-2. Продолжение и завершение», режиссёр Александр Белоусов — художник по костюмам.
- 2017 — «Визит дамы», режиссёр Олег Добровольский — художник по костюмам.
- 2017 — «Галилео. Опера для скрипки и учёного», режиссёр Борис Юхананов — художник по костюмам.
- 2017 — «Октавия. Трепанация», режиссёр Борис Юхананов — художник по костюмам:
  - июнь 2017 года — Премьера оперы состоялась в рамках Holland Festival[13] на сцене Muziekgebouw[14], крупнейшей в Европе площадки для исполнения современной музыки.
  - 2019 год — Российская премьера — в Электротеатре Станиславский на Международном фестивале-школе современного искусства «Территория»[15].
- 2016 — «Идиотология. Учение об идиотских основах души»[16], режиссёр Клим Козинский — сценограф и художник по костюмам.
- 2016 — «Маниозис»[17], режиссёр Александр Белоусов — художник по костюмам.
- 2016 — «Золотой Осел. Разомкнутое пространство работы», режиссёр Борис Юхананов — художник по костюмам.
- 2016 — «4.48 Психоз»[18], театральный проект Александра Зельдовича и группы AES+F — художник по костюмам.
- 2015 — «Макс Блэк, или 62 способа подпереть голову рукой»[19], режиссёр Хайнер Гёббельс — художник по костюмам.
- 2015 — «Синяя Птица»[20], режиссёр Борис Юхананов — художник по костюмам.
- 2015 — «Сверлийцы»[21], режиссёр Борис Юхананов — художник по костюмам.

### Работы в других театрах
- 2024 — «12 клоунов в поисках счастья», режиссёр Кирилл Вытоптов, Театр на Цветном — художник по костюмам.
- 2024 — «Горький. Балет», хореографы Павел Глухов и Кирилл Радев, проект создан в рамках XII сезона Context. Diana Vishneva для Нижегородского государственного академического театра оперы и балета имени А.С. Пушкина — художник-постановщик и художник по костюмам.
- 2024 — «Тест на любовь», режиссёр Марина Швыдкая, Московский театр мюзикла — художник-постановщик и художник по костюмам.
- 2023 — «Ямиф», хореограф Ольга Цветкова, совместный проект школы дизайна НИУ ВШЭ и Электротеатра Станиславский — автор идеи и креативный продюсер.
- 2023 — «Книга висячих садов», режиссер Борис Юхананов, совместный проект Фестиваля «Золотая маска» и Благотворительного фонда Владимира Потанина Theatrum — художник по костюмам.
- 2022 — «В тёмных образах», хореограф Максим Севагин, Пермский театр оперы и балета имени П. И. Чайковского — художник по костюмам.
- 2022 — «Озорные частушки», хореограф Вячеслав Самодуров, Театр балета имени Леонида Якобсона — художник-постановщик и художник по костюмам.
- 2022 — «Танцемания», хореограф Вячеслав Самодуров, Большой театр — художник по костюмам.
- 2022 — «Нет никого справедливей смерти», хореограф Максим Севагин, Московский академический Музыкальный театр им. К. С. Станиславского и Вл. И. Немировича-Данченко — художник-постановщик и художник по костюмам.
- 2021 — «Катабасис. Бесы», режиссёр Борис Юхананов, театр города Котбус (Германия) — художник по костюмам.
- 2021 — «Путеводитель по балету», хореограф Антон Пимонов, Пермский театр оперы и балета имени П. И. Чайковского — художник по костюмам.
- 2021 — «Конёк-горбунок», хореографы Вячеслав Самодуров и Антон Пимонов, театр «Урал Опера Балет» (Екатеринбург) — художник-постановщик и художник по костюмам.
- 2019 — «Камень с души», Лаборатория перформативного театра фестиваля-школы «Территория»[22] в Тобольске — режиссёр-постановщик.
- 2019 — «Сирано де Бержерак», режиссёр Георгий Долмазян, «Театр Терезы Дуровой» — художник-постановщик и художник по костюмам.
- 2018 — «Приказ Короля», хореограф Вячеслав Самодуров, театр «Урал Опера Балет» (Екатеринбург) — художник по костюмам.
- 2017 — «Мамаша Кураж», режиссёр Теодорос Терзопулос, Александринский театр (Санкт-Петербург) — художник по костюмам.
- 2009 — «Русские горки», режиссёр Нина Чусова, компания «Арт-партнёр XXI» — художник.
- 2006 — «Муж моей жены», режиссёр Александр Огарёв, Театральная компания «Маскарад» — художник.
- 2005 — «Бумажный брак», режиссёр Александр Огарёв, компания «Арт-партнёр XXI» — художник.
- 2004 — «Дети священника», режиссёр Александр Огарёв, Московский драматический театр им. А. С. Пушкина — художник.
- 2003 — «Лысая певица», режиссёр Александр Огарёв, Новый драматический театр (Москва) — художник по костюмам.
- 1997 — «Сельская жизнь», Пермский театра оперы и балета имени П. И. Чайковского — художник.
- 1996 — «Дон Паскуале», постановка Георгия Исаакяна, Пермский театра оперы и балета имени П. И. Чайковского — художник по костюмам.
- 1996 — «Чемпионы», режиссёр Олег Табаков, Московский театр п/р О. Табакова — художник по костюмам.

### Работы в кино и на телевидении
- 2022 — «Чук и Гек. Большое приключение», режиссёр Александр Котт — художник-постановщик.
- 2022 — «Безумный ангел Пиноккио», режиссёр Борис Юхананов — художник по костюмам.
- 2015 — «Эликсир», режиссёр Даниил Зинченко — художник по костюмам.
- 2013 — «Пропавшие без вести», режиссёры Игорь Михайлусь, Ира Волкова, Оксана Карас и др. — художник-постановщик.
- 2013 — «Неzлоб», режиссёры Всеволод Бродский и Григорий Фёдоров — художник-постановщик.
- 2013 — «Всё включено 2», режиссёр Эдуард Радзюкевич — художник-постановщик.
- 2012 — «Деффчонки», режиссёры Сергей Корягин, Ольга Френкель, Нигина Сайфуллаева — художник-постановщик.
- 2012 — «8 первых свиданий», режиссёры Дэвид Додсон, Александр Маляревский — художник по костюмам.
- 2012 — «Ржевский против Наполеона», режиссёр Марюс Вайсберг — художник по костюмам.
- 2012 — «Москва 2017», режиссёры Джейми Брэдшоу и Александр Дулерайн — художник по костюмам.
- 2008 — «Платон», режиссёр Вартан Акопян — художник по костюмам.
- 2007 — «Жестокость», режиссёр Марина Любакова — художник по костюмам
- 2006 — «Вдох-выдох»[23], режиссёр Иван Дыховичный — художник-постановщик.
- 2006 — «Бункер, или Учёные под землёй», режиссёры Александр Дулерайн и Сергей Корягин — художник.
- 2005 — «Мама не горюй — 2», режиссёр Максим Пежемский — художник по костюмам.
- 2004 — «Офшорные резервы», режиссёры Джейми Брэдшоу и Александр Дулерайн — художник по костюмам.
- 2004 — «Я люблю тебя», режиссёры Ольга Столповскаяи и Дмитрий Троицкий — художник по костюмам.
- 2002 — «Иван-дурак», режиссёры Александр Дулерайн, Сергей Корягин — художник по костюмам.
- 2002 — «Даже не думай!», режиссёр Руслан Бальтцер — художник по костюмам.

## Премии и номинации
Российская национальная театральная премия и фестиваль «Золотая маска»
- 2016 — Музыкальный театр / работа художника по костюмам — «Сверлийцы. Эпизод V»[24] (Электротеатр Станиславский, Москва) — Лауреат;
- 2016 — Музыкальный театр / работа художника по костюмам — «Сверлийцы. Эпизод II»[25] (Электротеатр Станиславский, Москва) — Лауреат
- 2020 — Музыкальный театр / работа художника по костюмам — «Приказ короля»[26] (Урал Опера Балет, Екатеринбург) — Номинация
- 2021 — Драма / работа художника по костюмам — «Пиноккио. Театр»[27] (Электротеатр Станиславский, Москва) — Лауреат;
- 2021 — Музыкальный театр / работа художника по костюмам — «Октавия. Трепанация»[28] (Электротеатр Станиславский, Москва) — Номинация
- 2022 — Музыкальный театр/работа художника — «Конёк-Горбунок»[29] (Урал Опера Балет, Екатеринбург) — Номинация
- 2023 — Музыкальный театр / работа художника по костюмам — «Танцемания» (Большой театр, Москва) — Номинация
- 2024 — Музыкальный театр / работа художника (сценография) и художника по костюмам — «Озорные частушки» (Театр балета им. Л.Якобсона, Санкт-Петербург) — Номинации

«Золотой софит»
- 2023 — Музыкальные театры / работа художника — «Озорные частушки» (Театр балета им. Л.Якобсона, Санкт-Петербург) — Номинация